# Hervé Gaymard
Hervé Gaymard (ur. 31 maja 1960 w Bourg-Saint-Maurice) – francuski polityk i prawnik, w latach 2002–2004 minister rolnictwa, następnie do 2005 minister finansów, parlamentarzysta, przewodniczący rady departamentu Sabaudia.

## Życiorys
Uzyskał licencjat w zakresie prawa. Ukończył również Instytut Nauk Politycznych w Paryżu i École nationale d’administration. W drugiej połowie lat 80. pracował w paryskiej Sciences Po, prowadząc m.in. zajęcia z zakresu finansów publicznych. Następnie zajmował stanowiska urzędnicze w administracji rządowej.
Od 1975 działał w ugrupowaniach gaullistowskich – najpierw Unii Demokratów na rzecz Republiki, następnie w powołanym na bazie tej partii Zgromadzeniu na rzecz Republiki.
W 1993 kandydował do Zgromadzenia Narodowego jako zastępca (suppléant) Michela Barniera, który uzyskał mandat poselski. Po nominacji tego deputowanego w skład rządu Hervé Gaymard zajął jego miejsce w parlamencie X kadencji. Zasiadał w nim przez dwa lata, przechodząc do pracy w administracji centralnej. W rządach Alaina Juppé od maja do listopada 1995 był sekretarzem stanu ds. finansów, następnie do czerwca 1997 zajmował tożsame stanowisko ds. zdrowia i ochrony socjalnej. Przez kolejne pięć lat ponownie był deputowanym do Zgromadzenia Narodowego XI kadencji.
Pełnił też szereg funkcji w administracji samorządowej. Od 1994 wybierany do rady generalnej Sabaudii. W latach 1999–2002 pełnił funkcję przewodniczącego tego gremium, powrócił na to stanowisko w 2008. Przez trzy lata (od 2004 do 2007) był radnym regionu Rodan-Alpy.
W 2002 wraz z gaullistami przystąpił do Unii na rzecz Większości Prezydenckiej (przekształconej wkrótce w Unię na rzecz Ruchu Ludowego). W maju tego samego roku został powołany na urząd ministra rolnictwa, żywności, rybołówstwa i spraw wsi w pierwszym gabinecie Jean-Pierre’a Raffarina. Uzyskał reelekcję w wyborach parlamentarnych, z mandatu jednak zrezygnował, pozostając w składzie kolejnych rządów tego samego premiera. W listopadzie 2004 powierzono mu kierownictwo resortu finansów, gospodarki i przemysłu.
W lutym 2005 satyryczne pismo „Le Canard enchaîné” podało, że administracja państwowa opłaca ekskluzywny apartament mieszkalny o powierzchni 600 m² dla ministra i jego rodziny (żony i ósemki dzieci), wydając na to miesięcznie kilkanaście tysięcy euro. Przy okazji zaczęto przypominać publiczne wypowiedzi Hervé Gaymarda, który kilka tygodni wcześniej zapowiadał konieczność dokonywania cięć w wydatkach budżetowych. Minister finansów po tej publikacji udzielił wywiadu gazecie „Paris Match”, deklarując w nim przywiązanie do skromnego trybu życia. Ostatecznie podał się do dymisji 25 lutego 2005, na kilka godzin przed planowanym programem telewizyjnym, w którym miał wystąpić.
Hervé Gaymard nie zdecydował się wówczas na ponowne objęcie mandatu; wystartował jednak już w następnych wyborach krajowych w 2007 z ramienia UMP. Wygrał w jednym z okręgów Sabaudii już w pierwszej turze. W wyborach parlamentarnych w 2012 uzyskał poselską reelekcję.

## Życie prywatne
Żonaty z Clarą Lejeune, córką profesora Jérôme'a Lejeune. Mają ośmioro dzieci.